# 八劔社 (一宮市上祖父江)
八劔社（はっけんしゃ）は、愛知県一宮市上祖父江道福辺30に所在する神社。
地域の人からは、通称「ヤツルギ」、「ヤツルギ神社」と呼ばれている。

## 概要

### 由緒
創建年代は不明。江戸時代の尾張藩の地誌である『尾張志』には名前が見えるという。明治7年3月に村社となる。大正14年には、社殿、拝殿、幣殿が造営され、鳥居、玉垣が改修された。

### 境内
境内には上祖父江城跡の看板が存在する。境内は木に囲まれている。
鳥居付近には八劔社 と書かれた石碑があり、灯籠もある。

### 上祖父江城跡
城主は井野蔵人正なる人物であると『寛文村々覚書』に記録が残るが、それ以外は未詳であり、城跡がどこであるかを示す史料も残らないという。

### 所在地
- 愛知県一宮市上祖父江道福辺30

## 公共交通機関
- 上祖父江停留所 徒歩5分　自転車2分
- 名鉄尾西線玉野駅　徒歩35分　自転車11分